# Gege Akutami
Gege Akutami (芥見下々 Akutami Gege?, 26 de febrero de 1992) es un mangaka japonés originario de la prefectura de Iwate que ha ganado fama por ser el creador de la serie Jujutsu Kaisen.

## Biografía
Akutami nació en la prefectura de Iwate en 1992. Su familia se mudó a Sendai, en la prefectura de Miyagi, cuando cursaba el quinto grado de escuela. Su carrera como mangaka comenzó imitando a un amigo, hecho que lo impulsó a profesionalizarse. Durante una entrevista para Edomonogatari, Akutami contó que entre sus influencias principales se encontraba Bleach de Tite Kubo, además de las obras Hunter × Hunter y Neon Genesis Evangelion entre otros. En 2014 comenzó a trabajar como asistente de Yasuhiro Kanō en Kiss x Death. El 7 de mayo de 2014 publicaron su primer trabajo en conjunto, el one-shot Kamishiro Sōsa (神代捜査?), en la revista Jump NEXT! vol. 2 de la editorial Shūeisha. Su siguiente proyecto propio fue No.9, un one-shot publicado primero en Jump NEXT! vol. 2 el 1 de mayo de 2015,que contó demás con una nueva versión revelada en el número 46 de Shūkan Shōnen Jump, el 10 de octubre de ese año.
En 2016 publicó Nikai Bongai Barabarujura (二界梵骸バラバルジュラ?), otra serie de formato one-shot en el número 44 de Shūkan Shōnen Jump de octubre. Fue nominado para el undécimo concurso de la revista Gold Future Cup. Al siguiente año lanzó Tokyo Metropolitan Curse Technical School (東京都立呪術高等専門学校 Tōkyō Toritsu Jujutsu Kōtō Senmon Gakkō?), una serie de cuatro capítulos que se publicó en Jump GIGA del 28 de abril al 28 de julio de 2017. Esta obra, titulada a posteriori como Jujutsu Kaisen 0,serviría más tarde como precuela de su próximo trabajo, Jujutsu Kaisen, que inició su publicación el 5 de marzo de 2018 en el número catorce de Shūkan Shōnen Jump.Jujutsu Kaisen se convirtió rápidamente en su obra más notoria. El manga tenía 600 000 copias en circulación en diciembre de 2018, 77 770.000 copias en circulación el 1 de febrero de 2019, 1,1 millones de copias en circulación a finales de febrero de 2019, 2 millones de copias en circulación como de junio de 2019, 2,5 millones de copias en circulación a noviembre de 2019, 4,5 millones de copias en circulación a mayo de 2020, 6,8 millones de copias en circulación a septiembre de 2020, y más de 10 millones copias en circulación en octubre de 2020, habiendo crecido un 400% en un año y alrededor del 230% en medio año. A principios de 2024, el manga de Jujutsu Kaisen había vendido más de 90 millones de copias. A mayo de 2024 se estima que ya ha superado los 100 millones.

## Trabajos
- Kamishiro Sousa (神代捜査?) (2014) – (one-shot publicado en Shōnen Jump Next! de Shūeisha)[4][5]
- No.9 (2015) – (one-shot publicado en Shōnen Jump Next! de Shūeisha)[6]
- No.9 (2015) – (one-shot publicado en Shūkan Shōnen Jump de Shūeisha)[7]
- Nikai Bongai Barabarujura (二界梵骸バラバルジュラ?) (2016) – (one-shot publicado en Shūkan Shōnen Jump de Shūeisha)[8][9]
- Jujutsu Kaisen 0: Tokyo Toritsu Jujutsu Koutou Senmon Gakkou (呪術廻戦 0 東京都立呪術高等専門学校?) (2017) – (serializado en Shōnen Jump GIGA de Shūeisha)[10][11]
- Jujutsu Kaisen (呪術廻戦?) (2018-2024) – (serializado en Shūkan Shōnen Jump de Shūeisha)[13]

## Filmografía
En el 2020, una adaptación de 24 episodios de anime de su serie Jujutsu kaisen fue producida por el estudio MAPPA, siendo transmitida en simultáneo por Crunchyroll. Una película basada en la precuela Jujutsu Kaisen 0, fue estrenada en invierno del 2021.En verano de 2023, la segunda temporada del anime fue también producida por el estudio MAPPA, siendo transmitida en Crunchyroll. La segunda temporada del anime provocó una nueva oleada masiva de fanáticos, convirtiéndose en el manga más popular de 2023 según el Libro Guinness de los récords.

## Premios
En el 2016, su oneshot Nikai Bongai Barabarujura fue nominada para el premio de la Gold Future Cup de la Shūkan Shōnen Jump. En 2019, su manga Jujutsu Kaisen fue nominado para el 65° Shogakukan Manga Award en la categoría shōnen. Akutami es el ganador del gran premio 2020 por Jujutsu Kaisen en Mando Kobayashi, el programa de variedades de manga mensual de Kendo Kobayashi donde los ganadores se seleccionan según su gusto personal. En 2021, Jujutsu Kaisen de Akutami fue nominado para el 25° Premio Cultural Tezuka Osamu.